# Riccioli (cràter)

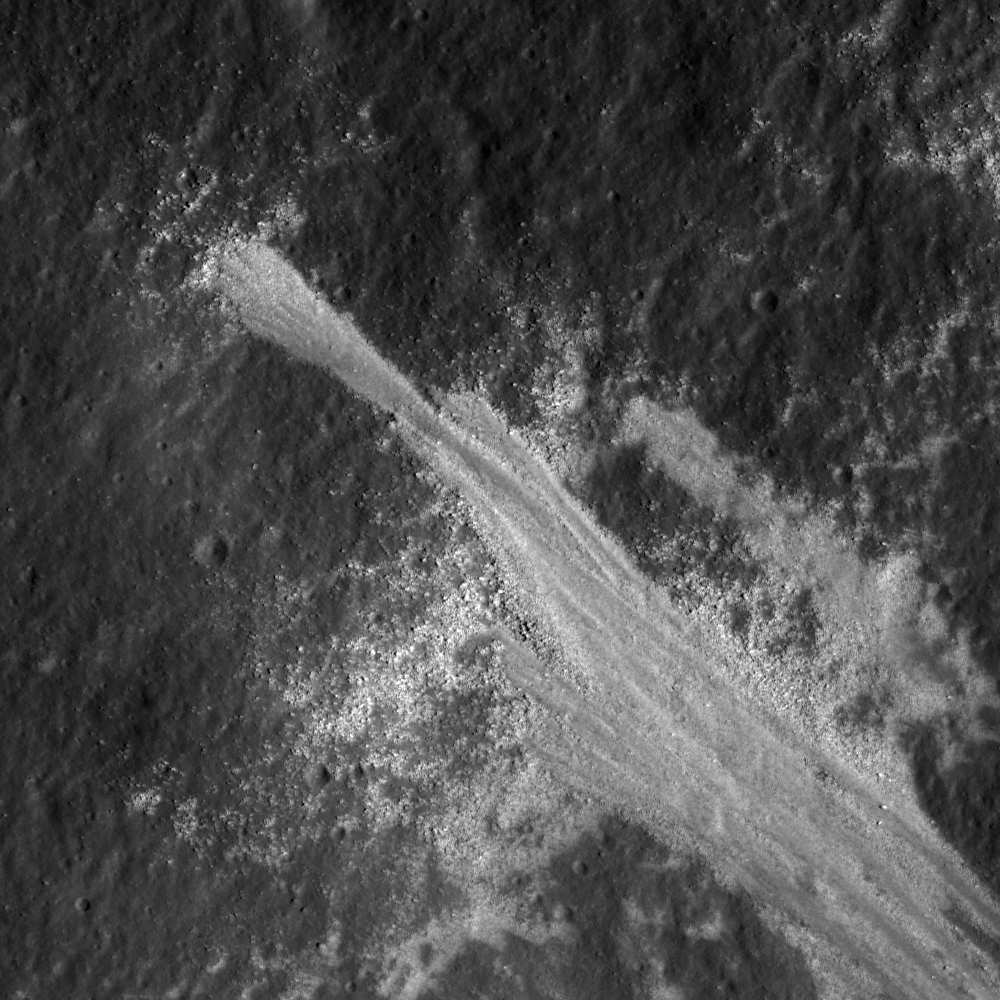
Fotografia de la missió Lunar Reconnaissance Orbiter

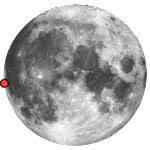
Posició de Riccioli sobre el globus lunar

Riccioli és un cràter d'impacte gran situat prop del limbe occidental de la Lluna. Es troba just al nord-oest del cràter encara més gran i més prominent Grimaldi. Al sud-oest es troben els cràters Hartwig i Schlüter, situats sobre el la zona nord-est dels Montes Cordillera, la formació muntanyenca en forma d'anell que envolta la Mare Orientale. A causa de la seva ubicació, Riccioli apareix fortament escorçat des de la Terra, es veu gairebé de costat.

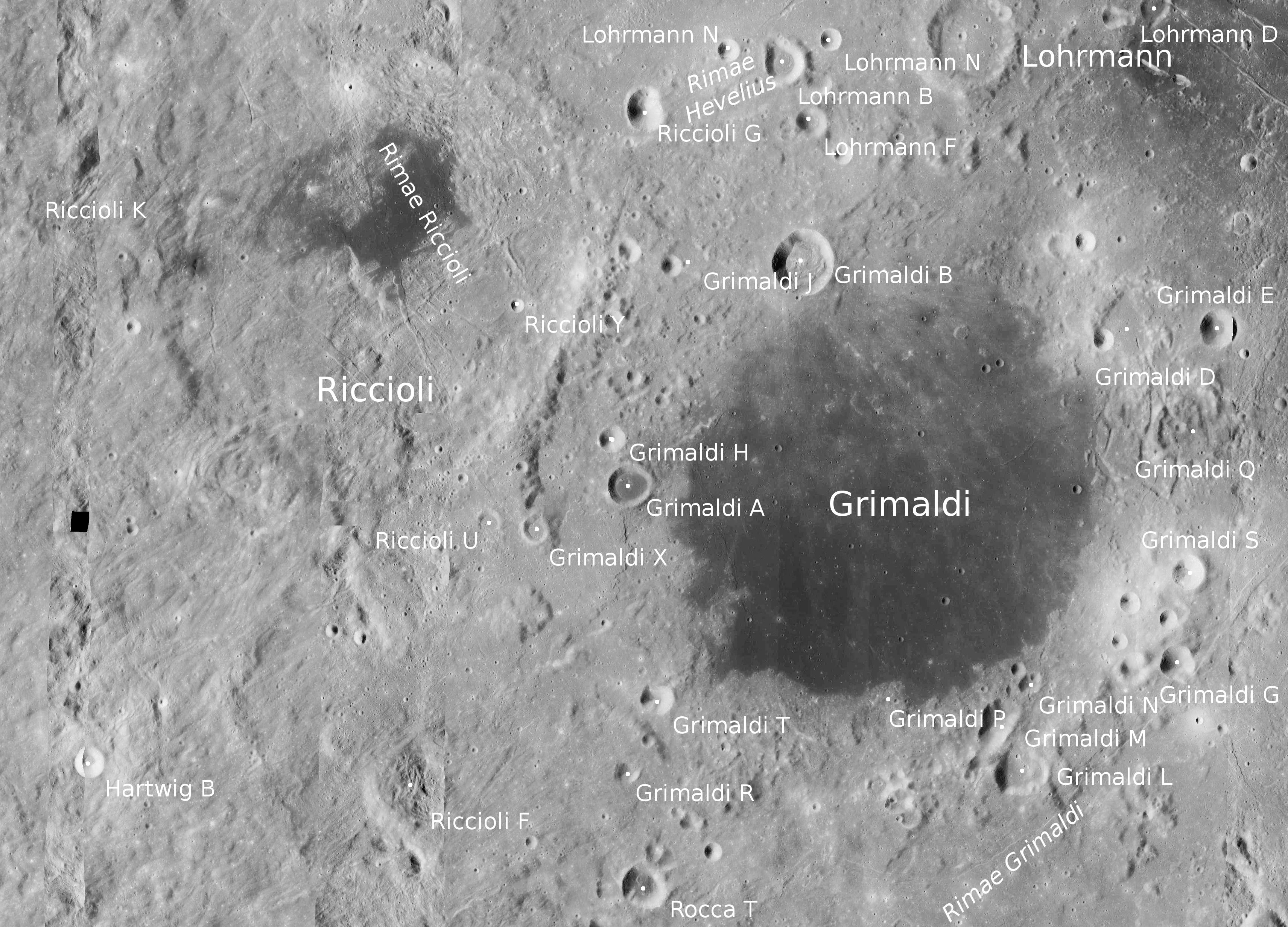
Entorn de Riccioli

El cràter és més antic que la conca de la Mare Orientale situat al sud-oest perquè està recobert pels materials ejectats de l'impacte que va crear la conca de la mar. Aquests enderrocs es troben en crestes situades regionalment de nord-est a sud-oest, però tendents a una direcció paral·lela a la paret nord-est de Riccioli en aquesta part del cràter. Un sistema d'esquerdes denominat el Rimae Riccioli se situa en el seu interior, relacionat amb crestes d'ejecció. En la meitat nord de l'interior és visible la coberta fosca de lava que va reconstituir el sòl, que pel que sembla cobreix algunes de les crestes d'ejecció i inunda algunes de les esquerdes.
El cràter porta el nom de Giovanni Riccioli, un astrònom jesuïta italià que va introduir el sistema de nomenclatura lunar que encara està en ús avui dia. També va ser el primer a mesurar la velocitat d'acceleració d'un cos que cau lliurement.
La part inferior del Wallebene no és suau, però està molt articulada. Al sud-est dibuixen tres solcs paral·lels, el Rimae Riccioli.
Riccioli forma amb Grimaldi i Hevelius, cràters de dimensions gairebé iguals, un triangle equilàter a la vora de l'Oceanus Procellarum.

## Cràters satèl·lit
Per convenció aquests elements són identificats en els mapes lunars posant la lletra en el costat del punt central del cràter que està més proper a Riccioli.
|          | \| Riccioli \| Coordenades \| Diàmetre \| \| -------- \| ---------------------------------- \| -------- \| \| C \| 0° 36′ N, 73° 00′ O / 0.6°N,73.0°O \| 31 km \| \| CA \| 0° 36′ N, 73° 00′ O / 0.6°N,73.0°O \| 14 km \| \| F \| 8° 36′ S, 73° 54′ O / 8.6°S,73.9°O \| 28 km \| \| G \| 1° 18′ S, 71° 00′ O / 1.3°S,71.0°O \| 15 km \| \| H \| 1° 06′ N, 74° 54′ O / 1.1°N,74.9°O \| 18 km \| \| K \| 2° 12′ S, 77° 30′ O / 2.2°S,77.5°O \| 43 km \| \| U \| 5° 42′ S, 72° 48′ O / 5.7°S,72.8°O \| 9 km \| \| Y \| 3° 00′ S, 73° 12′ O / 3.0°S,73.2°O \| 7 km \| |          |
| Riccioli | Coordenades | Diàmetre |
| C        | 0° 36′ N, 73° 00′ O / 0.6°N,73.0°O | 31 km    |
| CA       | 0° 36′ N, 73° 00′ O / 0.6°N,73.0°O | 14 km    |
| F        | 8° 36′ S, 73° 54′ O / 8.6°S,73.9°O | 28 km    |
| G        | 1° 18′ S, 71° 00′ O / 1.3°S,71.0°O | 15 km    |
| H        | 1° 06′ N, 74° 54′ O / 1.1°N,74.9°O | 18 km    |
| K        | 2° 12′ S, 77° 30′ O / 2.2°S,77.5°O | 43 km    |
| U        | 5° 42′ S, 72° 48′ O / 5.7°S,72.8°O | 9 km     |
| Y        | 3° 00′ S, 73° 12′ O / 3.0°S,73.2°O | 7 km     |